# イスラエル放送局
イスラエル放送局（イスラエルほうそうきょく、ヘブライ語: רשות השידור、英語: Israel Broadcasting Authority, "IBA"）は、イスラエルの国営テレビ・ラジオ放送局。

## 概要
公共局（国営）。ルーツはKol Yisraelというラジオ局で1948年5月14日に開局した。その後、1951年にイスラエル放送サービス（Israel Broadcasting Service）に名称を変更。1965年にイスラエル議会で可決したことを受け、現在の名称に。1968年にはテレビ放送が開始された。1979年と1999年にはヨーロッパ以外で唯一ユーロビジョン・ソング・コンテストを制作している。2015年に「2015年 公共放送法」が可決成立により、2017年5月15日にイスラエル公共放送協会（略称KAN）に移管した。
テレビ所有者に課している受信料を主な収入源にしているが、しばしば番組への「後援」という形で広告が入ることがある。一方でラジオでは広告の放送が認められている。通信社が伝える外電ニュースではイスラエル放送と表記されることが多い。

## 主要チャンネル

### テレビ
- Haarutz Ha-Rishon（第1チャンネル）
- Arutz 33（チャンネル33）

### ラジオ
- Reshet Aleph
- Reshet Beit
- Reshet Gimel
- Reshet Dalet
- Reka or Reshet Klitat Aliya
- 88 FM
- Kol Ha-Musika
- Kol Ha-Kampus